# Superhot
Superhot (stylisé en SUPERHOT) est un jeu vidéo indépendant de tir à la première personne développé par Superhot Team. Le jeu obtient un financement participatif via Kickstarter en octobre 2013. Il sort le 25 février 2016 sur Microsoft Windows, Linux et OS X puis le 3 mai 2016 sur Xbox One, le 19 juillet 2017 sur PlayStation 4, le 19 août 2019 sur Nintendo Switch, utilisant les gyroscopes des Joy-Con pour la visée, et le 1er juin 2020 sur Google Stadia. Une version en réalité virtuelle compatible avec Oculus Rift est sortie en décembre 2016, avant d'être portée sur PlayStation VR.
Si le jeu utilise les mécaniques classiques du FPS, en éliminant des ennemis en se servant d'armes diverses, le cours du temps dans le jeu n'avance que lorsque le joueur effectue une action ; cela crée la possibilité pour le joueur d'analyser sa position en détail et de choisir sa prochaine action, rendant le système de jeu similaire à un jeu de stratégie en temps réel. Le jeu est présenté dans un style minimaliste, avec les ennemis en rouge pour contraster avec un décor gris et blanc.
Le jeu a été adapté en jeu de société financé à l'aide d'une campagne Kickstarter.

## Système de jeu
Superhot place le joueur dans un environnement minimaliste, le but étant d'éliminer tous les ennemis qui tentent de vous tuer. Les armes prises par le joueur ont des munitions limitées, obligeant le joueur à abattre des ennemis pour continuer à avoir des munitions, ou à tuer les ennemis en combat à mains nues.
Un seul coup de poing, d'armes blanche ou de balle ennemie tue le joueur instantanément, faisant redémarrer le niveau. Si les mécaniques de jeu sont les mêmes que les autres FPS, la distinction est que le temps avance uniquement quand le joueur se déplace ou tire avec une arme, et à l'inverse le temps est « figé » s'il n'y a aucun mouvement ou action de la part du joueur. Cette règle est définie par le slogan du jeu : « Time Moves Only When You Move » (« Le temps avance lorsque tu bouge»). Cette mécanique de jeu donne au joueur la possibilité de modifier ses déplacements afin d'éviter une balle ou de s'arrêter en modifiant le temps, afin de décider quel serait le meilleur mouvement possible selon une situation donnée, qui évoluera instantanément en fonction des choix.

## Accueil
Superhot, encore à l'état de prototype, a obtenu une mention honorable pour le prix Nuovo de l'Independent Games Festival 2014. À l'Independent Games Festival 2016, dans sa forme finale, il est nommé au Grand prix Seumas-McNally et dans la catégorie Excellence en Design de l'Independent Games Festival.
Il semble que l'originalité de gameplay apportée par ce jeu dans la catégorie des jeux de tir à la première personne est grandement appréciée par la critique, tandis que sa courte durée de vie semble être le principal point négatif soulevé.

## Superhot VR
Superhot a été adapté pour la réalité virtuelle dans une version Oculus Rift. Celle-ci, sortie en décembre 2016 a été très bien reçue par la presse spécialisée recevant notamment un 17/20 sur Jeuxvideo.com, un 9/10 dans Canard PC et un 9/10 sur IGN.
Lors de l'E3 2017, une version PlayStation 4 compatible PlayStation VR est annoncée.
Une version pour l'Oculus Quest existe également.
En avril 2019, la version VR s'est écoulée à un total de 800 000 exemplaires, générant ainsi plus de revenus que la version originale.